# Koncentrerad rationalisering
Koncentrerad rationalisering, KR, (senare även särskild rationalisering[när?], SR) var en jordbruksreform som stadfästes i kungligt brev den 3 juni 1960 och som innebar att mindre gårdar slogs ihop till större så kallade produktionsenheter och att den tillhörande marken omarronderades, allt i syfte att hindra avfolkningen och att säkerställa jordbrukskapacitet även i glesbygd.
Bakgrunden till KR var att 90% av gårdarna i Norrbotten vid den här tiden hade åkerarealer på mindre än 10 hektar och därför gradvis blev allt mindre lönsamma. Den korta skördetiden i de fyra nordligaste länen, vilka var de fyra ursprungliga områdena som kom att ingå i KR, var ytterligare en viktig faktor som påverkade reformen. Avfolkningen ökade markant i takt med att allt fler slutade med jordbruket och istället sökte arbete i städerna.
En KR-gård avsågs från början vara tänkt som ett en- eller tvåfamiljsföretag och den lantbrukare som var intresserad fick sin gård och sin ekonomi bedömd av bland annat lantbruksnämnden. Lantbrukaren kunde få bidrag på upp till 40% av den uppskattade rationaliseringskostnaden och kunde dessutom få förmånliga statliga lån. Bidragsdelen utgick till fasta anläggningar, inköp av specialmaskiner, djur och olika typer av markförbättringar som till exempel täckdikning. De ingående gårdarnas byggnader gjordes om eller ersattes helt av moderna konstruktioner. KR-jordbrukarna delade på inköpen av nya maskiner och specialfordon. 
Verksamheten etablerades i Kukkola i Norrbotten 1962. År 1965 fattades ett nytt beslut om att verksamheten skulle fortsätta. 1967 fanns 95 KR-anläggningar, främst koncentrerade till Norrbotten.